# Холленштедт
Холленштедт (нем. Hollenstedt) — община в Германии, в земле Нижняя Саксония.
Входит в состав района Харбург. Подчиняется управлению Холленштедт. Население составляет 3159 человек (на 31 декабря 2010 года). Занимает площадь 21,84 км².